# Les Arques
Les Arques település Franciaországban, Lot megyében. Lakosainak száma 214 fő (2022. január 1.). Les Arques Gindou, Goujounac, Lherm, Montcléra és Montgesty községekkel határos.

## Népesség
A település népességének változása:
| Lakosok száma | 230  | 173  | 160  | 173  | 212  | 198  | 195  | 210  | 218  | 214  |
|               | 1968 | 1982 | 1990 | 2006 | 2013 | 2015 | 2017 | 2019 | 2020 | 2022 |